# Incident du CSX 8888
L'incident du CSX 8888 fait référence à un fait divers survenu aux États-Unis le 15 mai 2001 dans l'Ohio : un train manœuvrant sur des voies de triage est parti à la dérive sans son conducteur sur 106 km avant d'être stoppé. Cet incident est connu aux États-Unis sous le nom de « Crazy Eights ».

## Histoire
Un train, composé de 47 wagons attelés à une locomotive diesel de type EMD SD40-2, immatriculée CSX 8888, est stationné sur un faisceau de triage. Lors d'une manœuvre et alors que le train circule à très faible allure, le conducteur descend sur la voie pour changer l'orientation d'une aiguille. Celle-ci entraîne indirectement l'accélération du train et le conducteur, légèrement blessé en tentant d'escalader les échelons, ne  réussit pas à remonter à bord. Le convoi part à la dérive sur le réseau ferré, et atteint une vitesse de 80 km/h. Il existe un risque important de déraillement dans une courbe sur le viaduc de Kenton, alors que deux wagons-citernes sont remplis de dizaines de milliers de litres de phénol — liquide hautement inflammable, toxique et corrosif. Jess Knowlton et Terry Forson circulant sur la même voie avec une autre motrice, parviennent à s'atteler à l'arrière du train et à le freiner suffisamment pour qu'un autre conducteur, Jon Hosfeld, monte dans la locomotive de tête et stoppe les moteurs.

## Film
Ce fait divers a inspiré le scénario du film Unstoppable de Tony Scott sorti en 2010. Jess Knowlton et Terry Forson y sont respectivement incarnés par les personnages de Frank Barnes et Will Colson. Le premier est interprété par Denzel Washington et le second par Chris Pine. La motrice CSX 8888 « Crazy Eights » y est remplacée par la 777 « Triple-Seven ».